# The Heavy's
I The Heavy's furono una cover band svizzera fondata nel 1989 da Fernando Von Arb, Jürg Naegeli e Chris Von Rohr, membri dei Krokus.
Nel 1989, Fernando Von Arb assieme all'ex bassista e tastierista dei Krokus Jürg Naegeli, formarono una band parallela ai Krokus, i The Heavy's. La band era accreditata con nomi d'arte, ed era composta da Von Arb con lo pseudonimo di Ben Branov, Naegeli come Walter Hammer, Peter Tanner con lo pseudonimo di Mark B-Lay, (che poco dopo entrerà nei Krokus per rimpiazzare Marc Storace), e Von Rohr al basso come Rob Weiss. I The Heavys erano di fatto una cover band che pubblicò due album composti da cover di artisti storici come Krokus, Judas Priest, AC/DC, Scorpions, Kiss, Bon Jovi, Aerosmith, Guns N' Roses e molti altri. Pubblicarono Metal Marathon nel 1989 (Ariola) e More Metal Marathon nel 1992 (Ariola) reperibili però solo in Europa.

## Lineup
- Mark B-Lay (Peter Tanner) - Voce
- Ben Branov (Fernando Von Arb) - Chitarra
- Rob Weiss (Chris Von Rohr) - Basso
- Walter Hammer (Jürg Naegeli) - Batteria, Tastiere

## Discografia
- 1989 - Metal Marathon (Ariola)
- 1992 - More Metal Marathon (Ariola)
- 1997 - Total Metal Marathon (Ariola)
- 2008 - Mega Metal Marathon (Sony/BMG)